# Ceryle rudis
El martín pescador pío (Ceryle rudis) es una especie de ave coraciforme de la familia Cerylidae ampliamente distribuida por África y Asia. Es la única especie del género Ceryle. Se caracteriza por su plumaje blanco y negro, su penacho y su costumbre de cernirse sobre los lagos y ríos de aguas claras antes de zambullirse para pescar. Los machos tienen una lista doble que cruza su pecho mientras que las hembras tienen una banda simple a menudo partida en el medio. Generalmente se encuentran en parejas o pequeños grupos familiares. Cuando están posados a menudo suben y bajan la cabeza y la cola.
En el pasado se pensaba que esta especie descendía de ancestros americanos pertenecientes a Chloroceryle que habrían atravesado el océano Atlántico hace un millón de años. En cambio actualmente se considera que el martín pescador pío y los martines pertenecientes al género Chloroceryle descienden de una especie proveniente del Viejo Mundo, y que el martín pescador o su ancestro perdió posteriormente su coloración metálica.

## Descripción

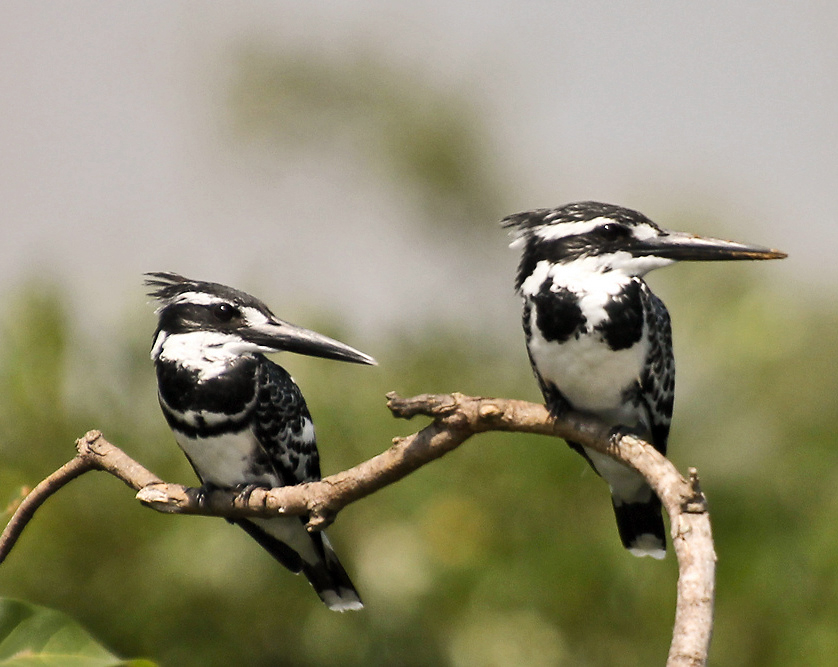
Pareja en la India, macho (izquierda) hembra (derecha).

El martín pescador pío mide unos 17 cm de largo. Tiene el rostro listado horizontalmente, con una lista superciliar blanca sobre una ancha lista negra que atraviesa los ojos, por encima de la garganta y cuello blancos. Su penacho y partes superiores son principalmente negras con veteado blanco, mientras que las inferiores son blancas excepto por las bandas negras del pecho. Los machos tienen una segunda lista más estrecha que les atraviesa el pecho, mientras que las hembras solo tienen una banda pectoral que con frecuencia está interrumpida en la parte media.
Se reconocen varias subespecies de amplia distribución. La subespecie nominal se encuentra en el África subsahariana extendiéndose hasta Asia occidental. La forma syriaca que antes se consideraba una subespecie actualmente se considera una variedad norteña de gran tamaño perteneciente a la nominal (de acuerdo con la regla de Bergmann). La subespecie C. r. leucomelanura se extiende desde Afganistán hacia el este por India y Sri Lanka, hasta Tailandia y Laos. La subespecie C. r. travancoreensis de los Ghats occidentales es más oscura y tiene las zonas blancas más reducidas. La subespecie C. r. insignis se encuentra en Hainan y China suroriental y tiene el pico mucho más largo.

## Distribución

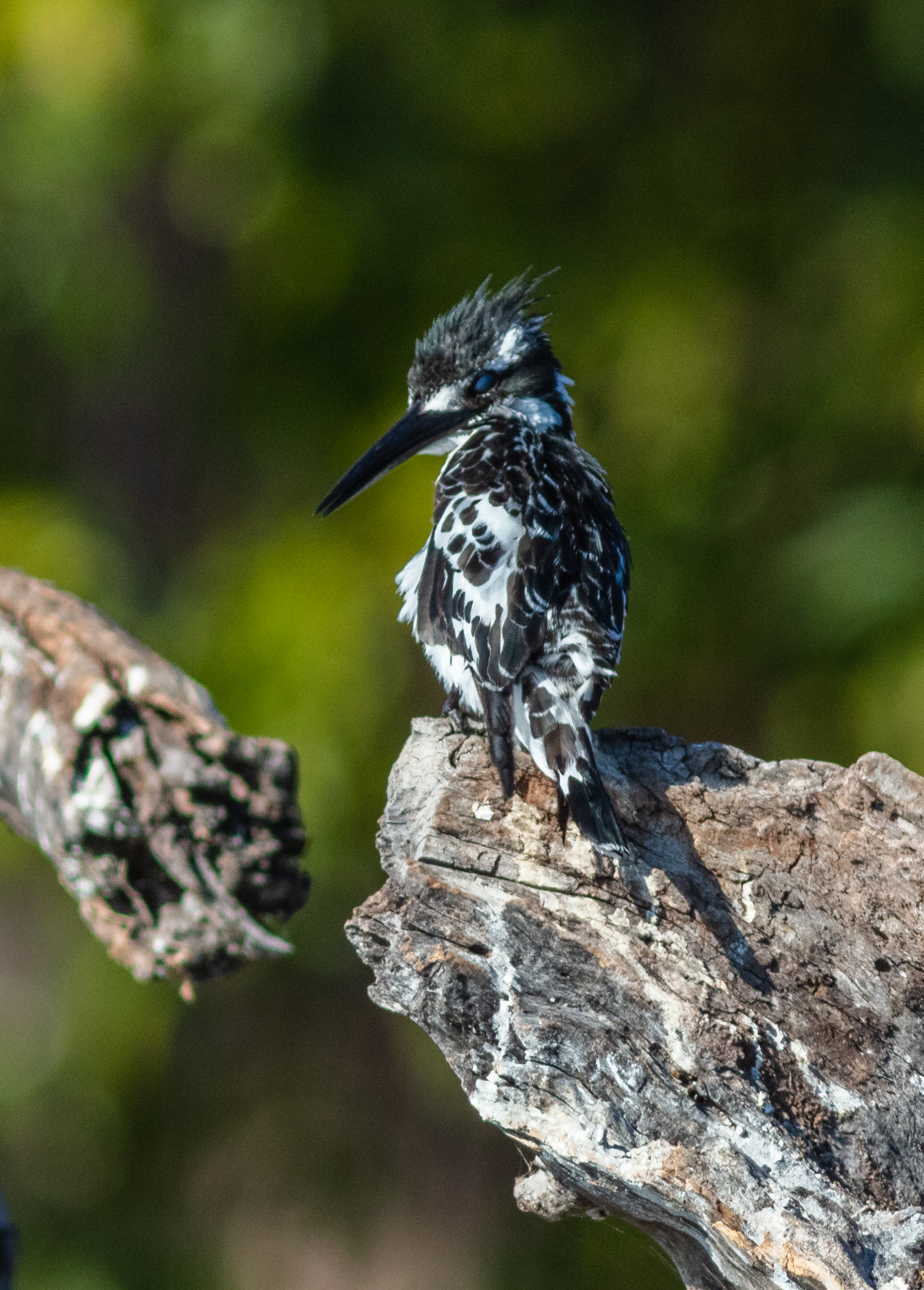
Ejemplar en Botsuana.

Es un ave común en el África subsahariana y el sur de Asia, desde Turquía pasando por la India hasta China; además de en las orillas del Nilo. Es un ave sedentaria y la mayoría de sus poblaciones no migran, aunque algunas puedan hacer desplazamientos estacionales de corta distancia. En la India se distribuye principalmente por las llanuras y es reemplazado en los montes del Himalaya por Megaceryle lugubris.
Se estima que el martín pescador pío es el tercer martín pescador más abundante del mundo y, como es un ave ruidosa, es fácil de observar.

## Comportamiento

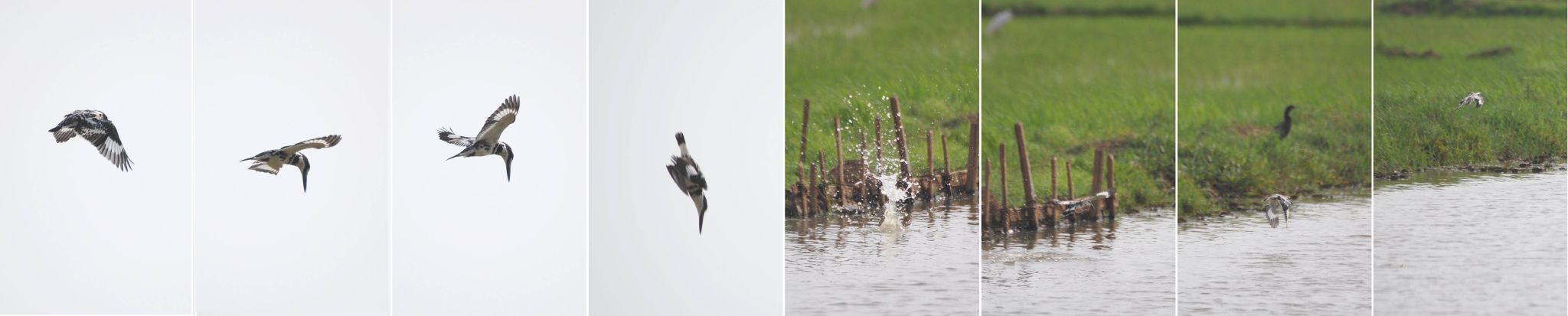
Maniobra de pesca del martín pescador pío.

Este martín pescador se alimenta principalmente de peces, aunque también atrapa crustáceos y grandes insectos acuáticos como larvas de libélula. Generalmente pesca cerniéndose sobre el agua para detectar a sus presas y se zambulle verticalmente cabeza abajo para capturar al pez. Cuando no busca alimento se desplazan con un vuelo directo y rápido, y se les ha observado a velocidades próximas a los 50 km/h.
En el lago Victoria la introducción de la perca del Nilo ha reducido la disponibilidad de cíclidos haplocrominidos que antes eran su presa favorita allí.
Pueden manejar sus presas sin volver a su posadero y a menudo tragan las presas pequeñas en vuelo, así pueden pescar sobre grandes masas de agua o estuarios sin posaderos, que otros martines pescadores necesitan. A diferencia de otros martines pescadores, son bastante gregarios y se concentran en grandes grupos para dormir por la noche. Cuando están posados a menudo alzan y bajan la cabeza y a veces mueven la cola arriba y abajo. Emiten con frecuencia sonidos agudos tipo chirruk chirruk.
La época de cría es de febrero a abril. Anida en una madriguera excavada en un talud de tierra a metro y medio sobre el nivel del agua aproximadamente. El túnel del nido mide entre 1,20 y 1,50 m de profundidad y termina en una cámara. Varias aves pueden anidar en las proximidades. La puesta normal consta de entre 3-6 huevos blancos. El martín pescador a veces practica la cría cooperativa, con algunos jóvenes no reproductores de nidadas anteriores que ayudan a sus progenitores a criar a los nuevos polluelos, incluso pueden ayudar a adultos con los que no están emparentados. En la India se ha observado que los pollos son propensos a las infecciones de gusanos (especialmente Protocalliphora sp.) y en algunas regiones a las sanguijuelas. Los huecos de los nidos a veces se usan para descansar.